# Дорски хексаполис
Дорски Хексаполис, хексаполис, „шестоград“ (старогрчки Εξαπολις) је унија шест дорских градова-држава на Родосу, Косу и обали Мале Азије. Дорски градови на Косу и малоазијској обали били су колоније Родоса. 
После освајања Доријана почетком 11. века п. н. е. Родос је подељен на шест независних градова-држава, које су настале у 8. веку п. н. е. Дорски хексаполис као противтежа Јонској лиги. Према Херодоту, унија је обухватала градове Халикарнас и Книд на копну Мале Азије, Линдус, Иалис и Камир на острву Родос, као и Кос. Касније је Халикарнас избачен из уније јер је један од његових грађана прекршио обичај, а унија је почела да се зове „пентаполис“, пентаполис (старогрчки πενταπολις). Опште свечаности и састанци уније одржавали су се у светилишту Аполона Триопијског у близини Книда на Триопском рту (старогрчки Τριοπιον, сада рт Девебоину) на полуострву Книд (сада полуострво Решадије). Регион се звао Дорис (старогрчки Δωρις) и граничио се са Каријом. У историјско доба, према Херодоту, становници Дориса су били поданици Ксеркса I и на почетку грчко-персијског рата испоручили су 30 тријера флоти Ахеменидског царства, а Тукидид Дорије убраја међу савезнике. Атињана.
Према Херодоту, шест дорских градова (родски градови, Халикарнас и Талесис, колонија Линда у Ликији) учествовало је у оснивању у Наукратису највећег грчког храма у Египту, названог Хеленијум (старогрчки Ελληνιον).